# 賈斯汀·亨利
賈斯汀·亨利（英語：Justin Worthington Henry，1971年5月25日—）是美國的一位演員。他曾是一位童星，在1979年就出演了電影，並因此獲得奧斯卡最佳男配角提名。他被選入最偉大的100名童星第80名。